# Bosses de cadàvers
Bosses de cadàvers (títol original: Body Bags) és un telefilm  estatunidenc compost de tres esquetxos dirigidas per John Carpenter i Tobe Hooper i difós l'any 1993. Ha estat doblat al català.

## Argument
1. The Gas Station: Una estudiant és contractada per treballar de nit en una estació de servei mentre que un assassí en sèrie sembra el terror a la ciutat.
2. Hair: Richard Coberts comença a perdre els cabells i això el preocupa. Decideix fer-se una intervenció quirúrgica revolucionària amb la finalitat d'impedir el fenomen.
3. Eye:  Brent Matthews, un jugador de beisbol professional perd un ull a conseqüència d'un accident de cotxe. Se li trasplanta el d'un misteriós donant. Des de llavors comença a tenir visions sagnants.[2]

## Repartiment
Introducció i épilog
- John Carpenter: el forense
- metge légiste
- Tom Arnold: 1er ajudant
- Tobe Hooper: 2e ajudant

The Gas Station
- Robert Carradine: Bill
- Alex Datcher: Anne
- Peter Jason: Gent
- Molly Cheek
- Wes Craven: El client que demana cigarretes
- Sam Raimi: Bill, mort
- David Naughton: Pete
- George Buck Flower: l'estranger
- Lucy Boryer: Peggy

Hair
- Stacy Keach: Richard Coberts
- David Warner: Dr. Lock
- Sheena Easton: Megan
- Dan Blom: Dennis
- Deborah Harry: la infermera

Eye
- Mark Hamill: Brent Matthews
- Twiggy: Cathy Matthews
- John Agar: Dr. Lang
- Roger Corman: Dr. Bregman
- Charles Napier: el mànager de l'equip de beisbol
- Eddie Velez: un jugador de beisbol
- Betty Muramoto: la llibretera

## Música
La música del film va ser composta per John Carpenter i Jim Lang.
1. The Coroner's Theme
2. The Picture on the Wall
3. Alone
4. Cornered
5. Locked Out
6. The Corpse in the Cab
7. Body Bag #1
8. Brain Trouble
9. Long Beautiful Hair
10. Broken Glass
11. Dr. Lang
12. The Operation
13. I Can See
14. Vision
15. Vision iuand Voices
16. Put Them in the Ground
17. Vision and Rape
18. John Randle
19. ...Pluck It Out

## Premis i nominacions
- Premis CableACE 1994: nominació als premis al millor actor d'una sèrie dramàtica, millor maquillatge i millor guió d'una sèrie dramàtica[3]
- Fantasporto 1994: nominació al premi al millor film